# Карл Лудвиг Хардинг
Карл Лудвиг Хардинг (Лауенбург, 29. септембар 1765 — Гетинген, 31. август 1834) био је немачки астроном познат по открићу астероида 3 Јунона.

## Биографија
| 3 Јунона | 1. септембар 1804. |

Хардинг је рођен у Лауенбургу. Од 1786. до 1789. године школовао се на Универзитету у Гетингену где се бавио теологијом, математиком и физиком. Године 1796. Јохан Хијеронимус Шротер је запослио Хардинга као тутора његовом сину. Шротер је био ентузијастичан астроном и Хардинг је убрзо постао помоћни посматрач и инспектор у његовој опсерваторији.
Године 1804. Хардинг је открио Јунона у Шротеровој опсерваторији. Након тога, отишао је код Готингена и асистирао Карлу Фридриху Гасу. Тамо је био професор астрономије.
Поред Јуноне, открио је три комете и објавио: 
- Небески атлас (1808-1823) - звездани каталог који је садржао 120000 звезда
- Мали астрономски Ефемериде (1830–35.)

Месечев кратер Хардинг је назван по њему, такође и астероид 2003 Хардинг.